# Wippringsen
Wippringsen – dzielnica (Ortsteil) wiejskiej gminy Möhnesee w powiecie Soest, w kraju związkowym Nadrenia Północna-Westfalia, w rejencji Arnsberg.

## Geografia

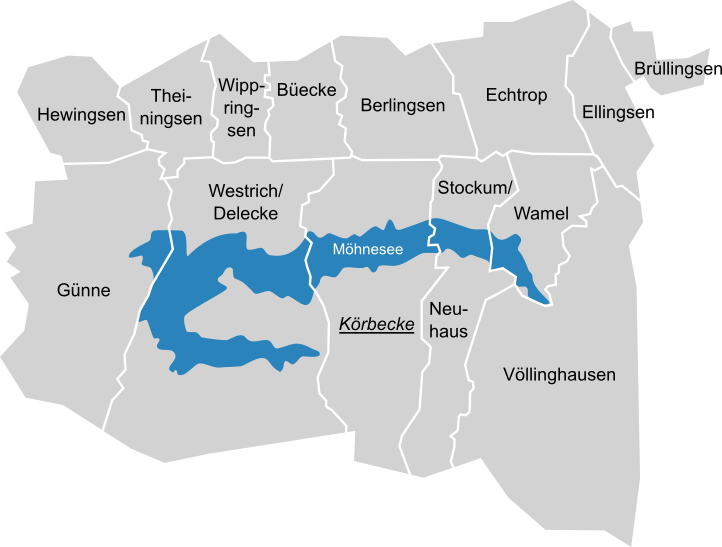
Podział administracyjny Möhnesee

Wippringsen leży w północno-zachodniej części gminy Möhnesee i graniczy z czterema innymi dzielnicami: Büecke, Westrich/Delecke i Theiningsen.

## Demografia
Według spisu ludności z grudnia 2024 roku, w Wippringsen mieszkało 502 mieszkańców, co stanowi 4,12% wszystkich mieszkańców Möhnesee. 260 mieszkańców to mężczyźni, a 242 to kobiety. Dla 491 mieszkańców Wippringsen jest głównym miejscem zamieszkania, a dla 11 drugim miejscem zamieszkania.

## Historia
Najstarsza udokumentowana wzmianka o Wippringsen pochodzi z lat 1169–1179 . Wtedy miejsce to nazywało się Witmarenchusen.

### Reorganizacja gmin
Według § 1 "Name, Bezeichnung, Gebiet" zawartego w "Hauptsatzung der Gemeinde Möhnesee, Kreis Soest" (Główne statuty gminy Möhnesee, powiat Soest) Wippringsen jest, wraz z czternastoma innymi dzielnicami, od 1 lipca 1969 roku częścią gminy Möhnesee.

## Polityka
Od 16 listopada 2016 roku burmistrzem (niem. Ortsvorsteher) Wippringsen jest Johannes Heuschäfer, który jest członkiem partii CDU/CSU.